# 瓊·邦·喬飛
小約翰·法蘭西斯·邦喬飛（英語：John Francis Bongiovi Jr.，1962年3月2日—），通稱瓊·邦·喬飛（Jon Bon Jovi），美國歌手、詞曲作者、唱片製作人、演員慈善家，著名搖滾樂隊邦喬飛的創始人和主唱，它成立於1983年。
在他的職業生涯中，他已經發行了兩張個人專輯和12張錄音室專輯，它迄今全球銷量超過1亿3000萬張專輯。除了他的音樂生涯，邦喬飛也開始了演藝生涯，在1990年代，在幾部電影如《月光情聖》和《獵殺U-571》主演，還在電視劇如《慾望都市》和《甜心俏佳人》中露面。
此外，邦喬飛是竞技场橄榄球联盟隊伍费城灵魂队的創辦人和老闆之一。他於2006年創始了邦喬飛樂隊靈魂基金會，並力求改變那些迫使家庭和個人為經濟絕望的問題。他是民主党的支持者，在2000年總統大選支持戈爾，在2004年總統大選支持約翰·克里，以及在2008年總統選舉支持奧巴馬。2010年，美國總統奧巴馬招攬邦喬飛入白宮任命為社區發展方案委員。2001年被蒙茅斯大學授予人文學名譽博士學位。2019年9月，他支持布克參選總統。

## 早年生活
約翰·法蘭西斯·邦喬飛二世，生於紐澤西州，理髮師父親約翰·法蘭西斯·邦喬飛一世為前海軍陸戰隊員；而母親則是曾經當過花花女郎的花藝師。他有兩個哥哥，安東尼和馬修。他的父親是意大利（夏卡，西西里島）和斯洛伐克的混血兒，他的母親則是德國俄羅斯混血。約翰選擇逃學進行音樂活動來度過了他的大部分青少年時光，並與朋友及表弟托尼·邦喬飛加入當地樂隊，托尼·邦喬飛擁有當時著名的紐約錄音棚－電站。也因如此，他的學術成績不佳。當他16歲時，約翰邦喬飛在俱樂部中演奏。在這不久之前，他曾加入了鍵盤手大衛布萊恩（真名：大衛·布萊恩Rashbaum），他所在的'大西洋城高速公路'十人節奏藍調樂隊演奏。約翰也加入過樂隊“空想家，好色之徒和約翰邦喬飛和野花”。
1980年，約翰17歲時，他在表哥的錄音室工作。Meco正在電站錄製專輯Christmas in the Stars: The Star Wars Christmas Album，Tony推薦約翰錄製"R2-D2 We Wish You A Merry Christmas"，此為他生涯第一個專業錄音作品。
1983年期間，喬恩·邦·喬飛加入醜聞作為節奏吉他手（簡述）。他還出現在醜聞樂隊1983年單曲“Love's Got A Line On You”的音樂錄影帶，在當時美國排行榜的排名是#59。

## 音樂生涯

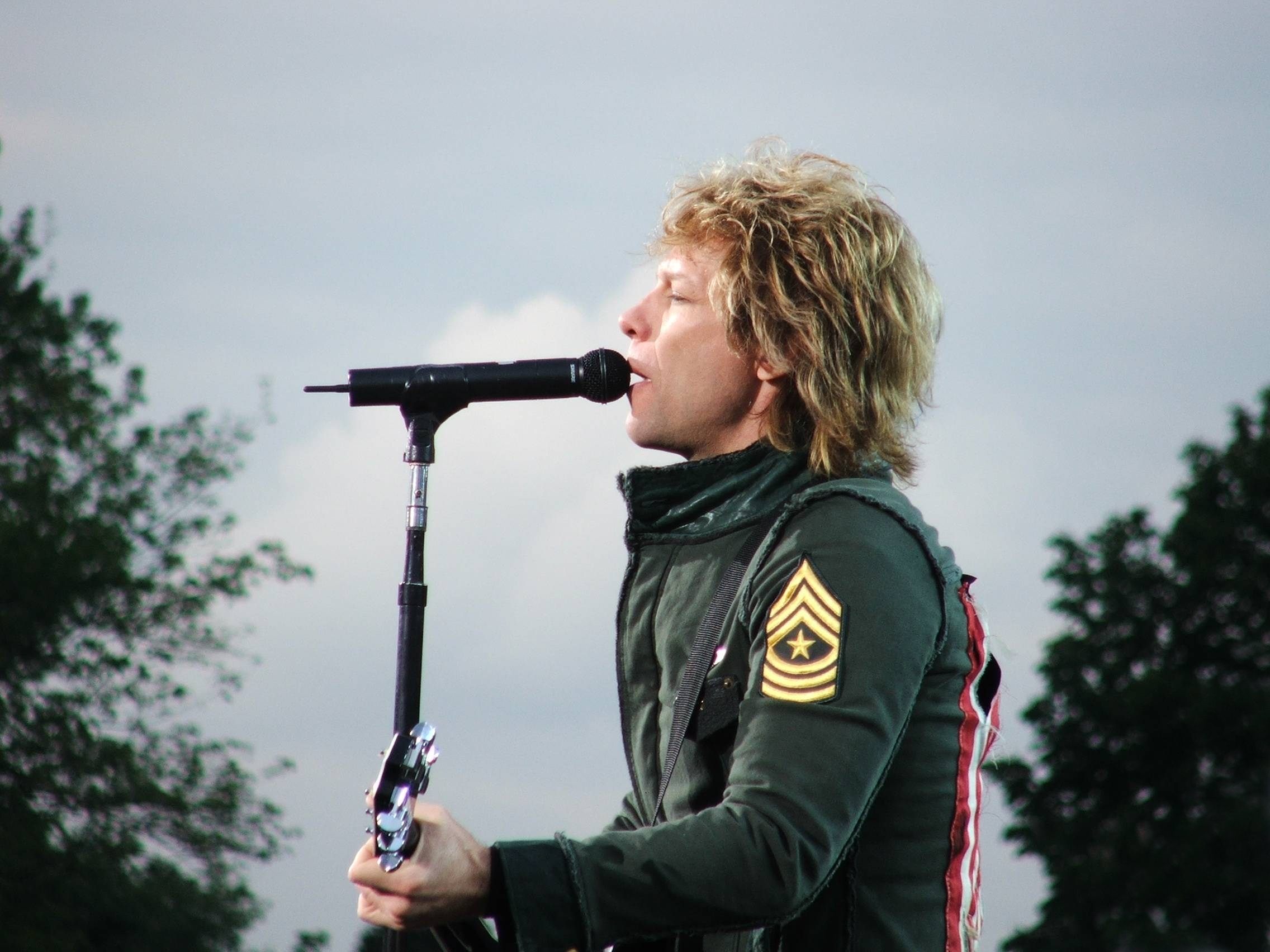
在爱尔兰奈梅亨演唱会中的瓊·邦·喬飛

1982年6月，邦喬飛樂隊錄製了名為“逃亡”的歌。當時在錄音室的音樂家幫忙錄製了“逃亡” - 此曲又被稱為全明星回顧 - 是由吉他手蒂姆·皮爾斯，鍵盤羅伊Bittan，鼓手羊羊LaRocka和貝斯手休·麥克唐納共同錄製。
他去了好幾家唱片公司，包括大西洋唱片和寶麗金，但他們都拒絕了他。喬恩·邦·喬飛在紐約走訪各大搖滾電台WAPP 103.5FM“蘋果”。他直接找上推廣總監John Lassman，他答應將“失控”納入對蘋果推廣當地本土人才的專輯。 “失控”成了當地的流行歌曲。接著，Mercury唱片於1983年給了邦喬飛樂隊一份唱片合約，為了推廣“失控”，邦喬飛樂隊徵召大衛布萊恩進而邀請貝斯手Alec John Such和鼓手Tico Torres。指名了他的鄰居Dave Sabo作為主吉他手，Dave Sabo後來組了樂團Skid Row。Dave Sabo後來被Richie Sambora取代。
其後，約翰想要為樂團取名，理查德·費希爾的朋友和Doc McGhee的一位員工，建議取名為Bon Jovi，如以姓氏取名的著名樂隊Van Halen及Dokken等。
他們選擇了Bon Jovi，而不是最初的團名構想Johnny Electric。1984年1月21日，樂團發行了他們的同名首張專輯，樂隊於20世紀80年代末發佈了專輯 Slippery When Wet 因而站上國際舞臺。1988年他們發佈第四張專輯 New Jersey，受到歡迎與前張專輯一樣成功。
繼該集團的成功，邦喬飛樂隊和瑞奇·山伯拉被要求協助生產雪兒的同名專輯在1987年喬恩·邦·喬飛和瑞奇·山伯拉合寫並演唱備份唱功在雪兒的單曲“我們都獨自睡覺”，也製作了專輯中其他幾個曲目，後來去到合作生產雪兒的多白金專輯1989年石的心和合寫的歌曲“有人是否真正地愛上了嗎？”。喬恩·邦·喬飛和瑞奇·山伯拉還製作並在愛麗絲庫珀的專輯合寫了一個名為“地獄生活沒有你”這首歌曲垃圾箱
1990年，喬恩·邦·喬飛錄製配樂的電影年輕槍手II俗稱榮耀之光。已經由他的朋友埃米利奧埃斯特韋斯借“想死或生”的主題曲原本走近他即將比利小子續集，喬恩·邦·喬飛最終組成一個全新的主題曲這部電影的配樂，並提供了他的第一張個人專輯。這張專輯的特色高調客人如埃爾頓·約翰，小理查德和傑夫·貝克。
1991年，喬恩·邦·喬飛開始了他自己的標籤，Jambco記錄，並製作阿爾新星的專輯血的磚和比利獵鷹的專輯漂亮的藍色世界'。看破紅塵的音樂業務，儘管他所有的成功，並不滿於現狀，在1991年的夏天，他在為期兩週的越野摩托車之旅，將顯著影響到他的創作果汁掀起
1991年9月，他解僱了樂隊的很長一段時間經理文檔麥吉，商業顧問和代理，創造了邦喬飛管理。之後，他把樂隊在一起。在解決他們的問題，他們的專輯“回到”保留信念，發布於1992年後期喬恩·邦·喬飛切斷了他的商標的頭髮和樂隊轉身離開20世紀80年代發五金傳統搖滾並推出更加成熟的聲音。媒體重點邦喬飛的頭髮相當的重視。當喬恩·邦·喬飛剪他的頭髮，他對CNN頭條。儘管垃圾和崛起另類搖滾 成人當代 - 風格的民謠歌曲包括“玫瑰床”和“總是“幫助維持樂隊的普及，在20世紀90年代
喬恩·邦·喬飛，寫了什麼將成為他的第二張個人專輯，1997的目的地任何地方。記錄同名的短片對周圍的記錄的發布，完全基於從記錄的歌曲和主演喬恩·邦·喬飛，黛米·摩爾，凱文·培根和烏比·戈德堡。這部電影推出兩個MTV和VH1在1997年經過五年，因為他們的最後一張錄音室專輯，樂隊於2000年返回並發布了他們的第七張錄音室專輯“，”粉碎。主打單曲，“這是我的生活”幫助介紹樂隊到一個新的，年輕的球迷基礎。

## 演藝作品
| Year      | Title                     | Role                     |
| --------- | ------------------------- | ------------------------ |
| 1990      | 年輕槍手II                | 在棺材裡長頭髮的屍體0    |
| 1995      | 月光情聖                  | 畫家                     |
| 1996      | 男主角                    | Robin Grange             |
| 1997      | 目的地任何地方            | Jon                      |
| 1997      | 小城市                    | Kevin                    |
| 1998      | 自產自銷                  | Danny                    |
| 1998      | 無後顧                    | Michael                  |
| 1998      | 開你的船                  | Jamey Meadows            |
| 1999      | 慾望都市                  | Seth                     |
| 2000      | U-571                     | 中尉皮特埃米特           |
| 2000      | 讓愛傳出去                | Ricky McKinney           |
| 2001–2002 | 艾莉的異想世界            | Victor Morrison (第10集) |
| 2002      | 獵鬼行動                  | Derek Bliss              |
| 2005      | 狼來了                    | Rich Walker              |
| 2006      | National Lampoon's Pucked | Frank Hopper             |
| 2006      | 西翼                      | 自己                     |
| 2010      | 30搖滾                    | 自己                     |
| 2011      | 101次新年快樂             | Daniel Jensen            |

## 獎項
主條目：瓊·邦·喬飛得獎獎項列表

## 獨奏唱片
| Studio albums - Blaze of Glory – Young Guns II (1990) - Destination Anywhere (1997) | Compilation albums - John Bongiovi: The Power Station Years (1999) - The Power Station Years: The Unreleased Recordings (2001) - At The Starland Ballroom Live (2009) |

1. ↑  Judy Kurtz. . www.thehill.com.   [2021-08-09]. （原始内容存档于2019-09-18）.